# Kazimierz Alchimowicz

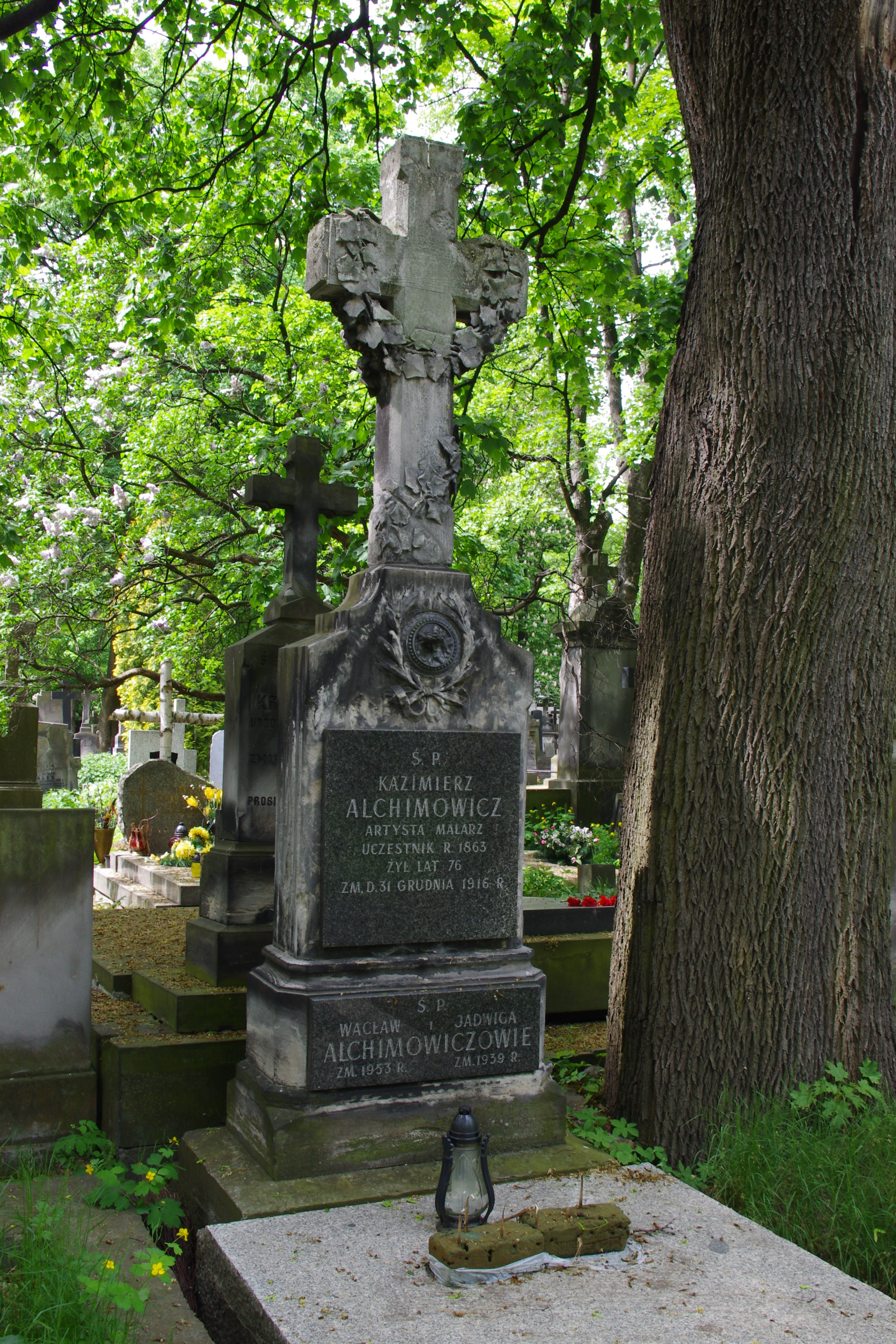
Grób malarza Kazimierza Alchimowicza na Starych Powązkach w Warszawie

Kazimierz Alchimowicz (ur. 20 grudnia 1840 w Dziembrowie, zm. 31 grudnia 1916 w Warszawie) – polski malarz i rzeźbiarz. Był starszym bratem malarza Hiacynta Alchimowicza (1841–1897).

## Życiorys
Wychowywał się i ukończył szkołę w Wilnie, a następnie pracował jako zarządca majątku ziemskiego pod Kijowem. W 1863 walczył w powstaniu styczniowym na Litwie, za co został zesłany za Ural do Wierchutorii, gdzie zaczął rysować. 
Około roku 1869 wrócił do Warszawy. Uczył się w Klasie Rysunkowej Wojciecha Gersona pod patronatem Akademii Petersburskiej. Jego prace szkolne były dwukrotnie nagradzane przez Akademię srebrnym medalem. W latach 1873–1875 studiował w Monachium pod kierunkiem Alexandra Wagnera (w połowie października 1873 r. zgłosił się do Akademii Sztuk Pięknych - Malklasse). Od 1876 do 1877 przebywał we Francji, wystawiając swoje prace w Salonie Paryskim, a także w Gandawie. W 1877 przez krótki czas pełnił funkcję kierownika pracowni ozdób artystycznych w Fontainebleau, ale zrezygnował i w tym samym roku zamieszkał na stałe w Warszawie. W 1880 otworzył tam swoją pracownię. Od 1890 uczył rysunku w prywatnej szkole malarstwa i rzeźby Bronisławy Poświkowej.
Zmarł 31 grudnia 1916 w Szpitalu Dzieciątka Jezus w Warszawie, spoczywa na cmentarzu Powązkowskim w Warszawie (kw. 172-3-24).

## Twórczość
Alchimowicz był malarzem historycznym i rodzajowym, pod wpływem Wojciecha Gersona i Aleksandra Lessera. Malował późnoromantyczne pejzaże Wileńszczyzny, Tatr i Francji oraz obrazy z litewskimi wątkami historycznymi i legendarnymi. Malował również portrety, obrazy i polichromie o tematyce religijnej, tworzył rzeźby z gliny i drewna. Zajmował się także malarstwem na porcelanie i fajansie oraz malarstwem ściennym  . 
Swoje prace wystawiał w Krakowie (1873–1902), Warszawie (1874–1912), Paryżu (1881–1900), Wiedniu (1882, Międzynarodowa Wystawa Sztuki), Wilnie (1888-1915), Odessie i Monachium. 
Został dwukrotnie nagrodzony za obraz Pogrzeb Gedymina (1888, Kraków, Muzeum Narodowe). 
Sławę zyskał tworząc obrazy i ilustracje do poematu „Pan Tadeusz“ Adama Mickiewicza , wydanego w 1898. 
W latach 1908–1910 stworzył polichromię zdobiącą wnętrze kościoła w sanktuarium Matki Bożej Pocieszenia w Starej Błotnicy. Inne jego dzieła o tematyce religijnej to m.in. obrazy Najświętsza Maria Panna dla kościoła w Zakopanem i Święta Trójca dla katedry w Lublinie.
Jego prace cieszyły się ogromną popularnością zarówno w kraju, jak i za granicą. Duży zbiór prac Alchimowicza znajduje się w Muzeum Narodowym w Warszawie.

## Galeria

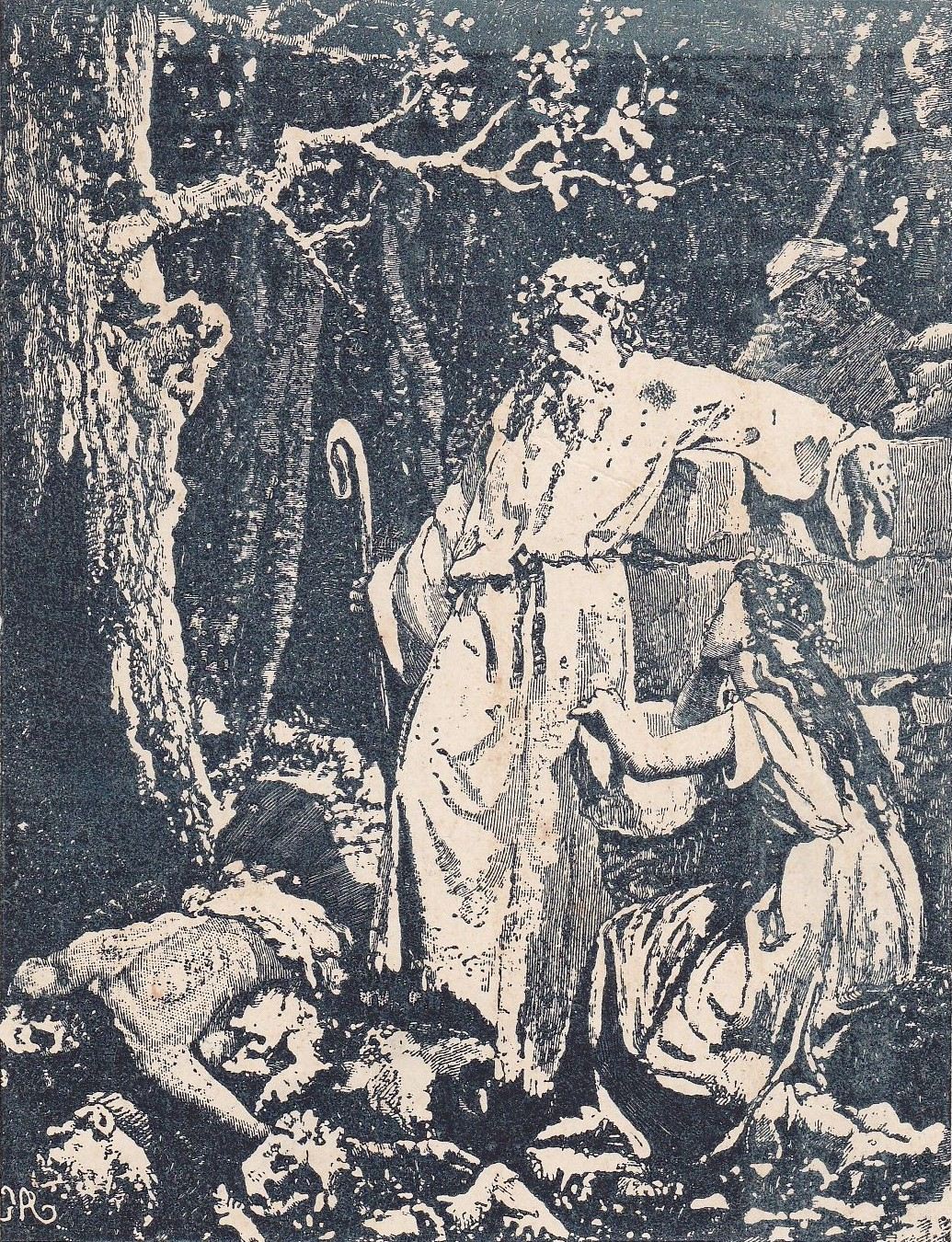
Lizdejko z córką Pojatą na gruzach świątyni Perkuna, 1876
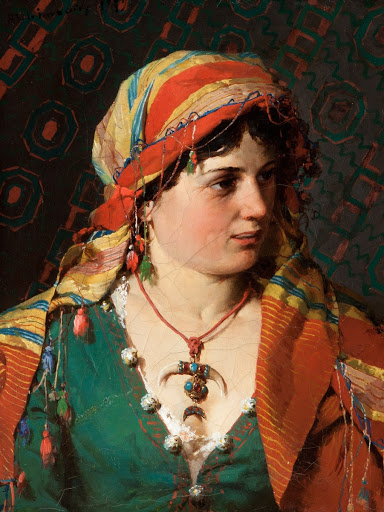
Zingara, 1879
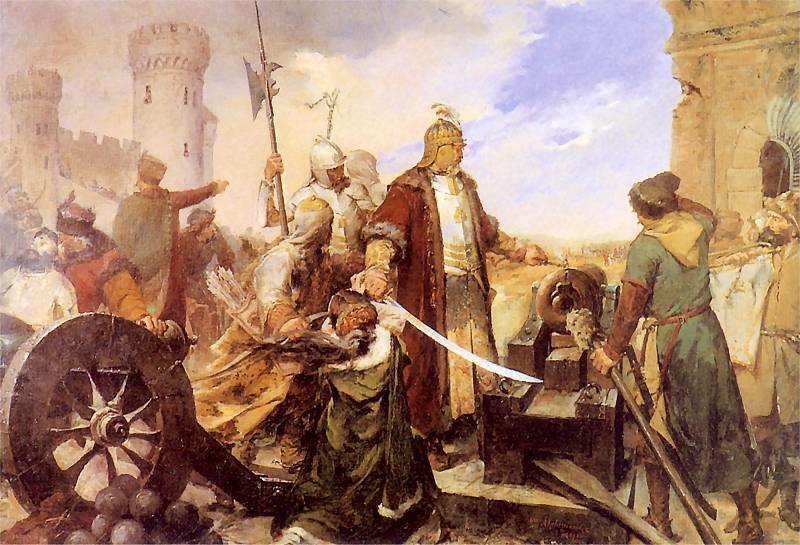
Obrona Olsztyna 1587, 1881
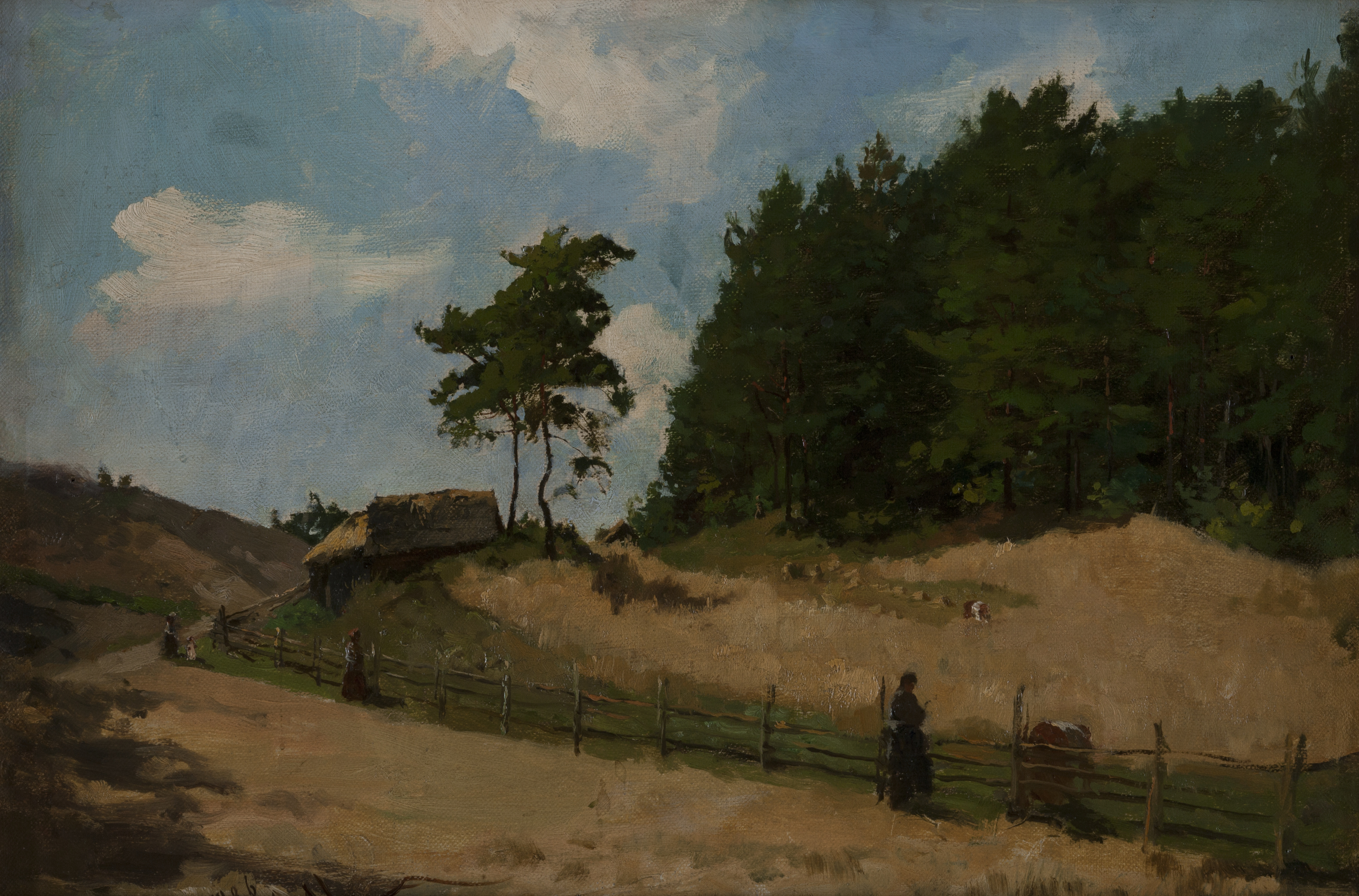
Krajobraz, 1886
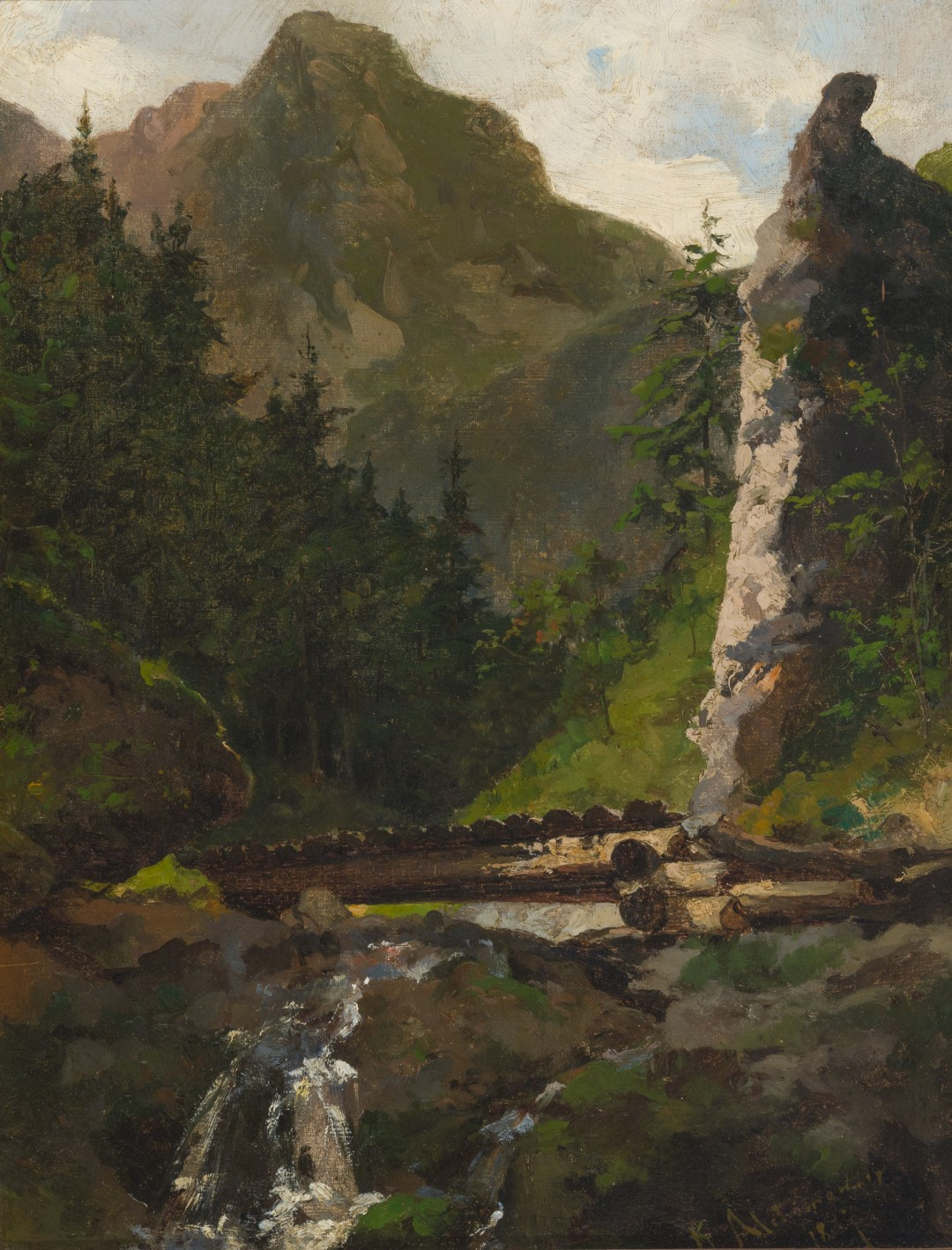
W oddali Tatry, 1887
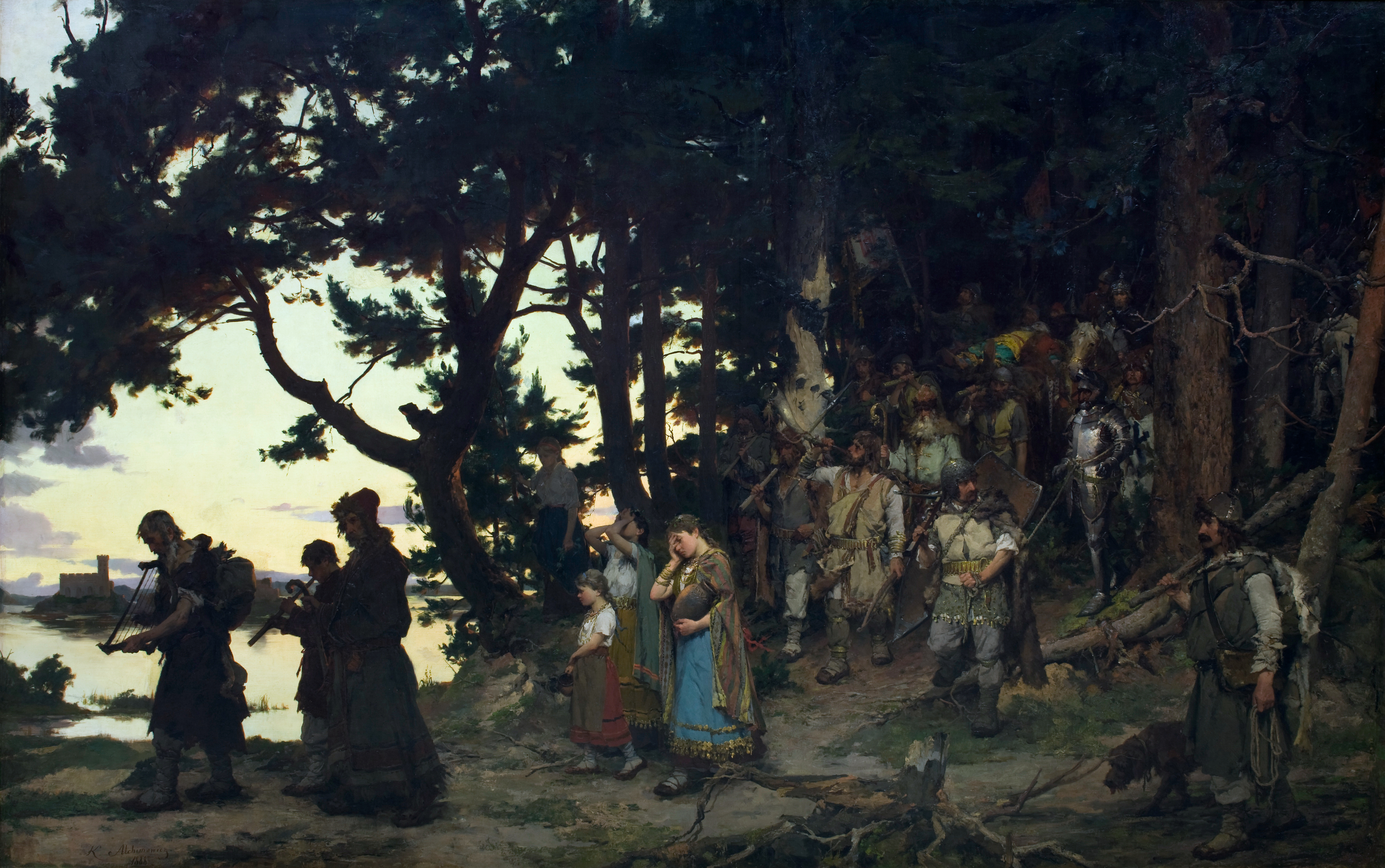
Pogrzeb Gedymina, 1888
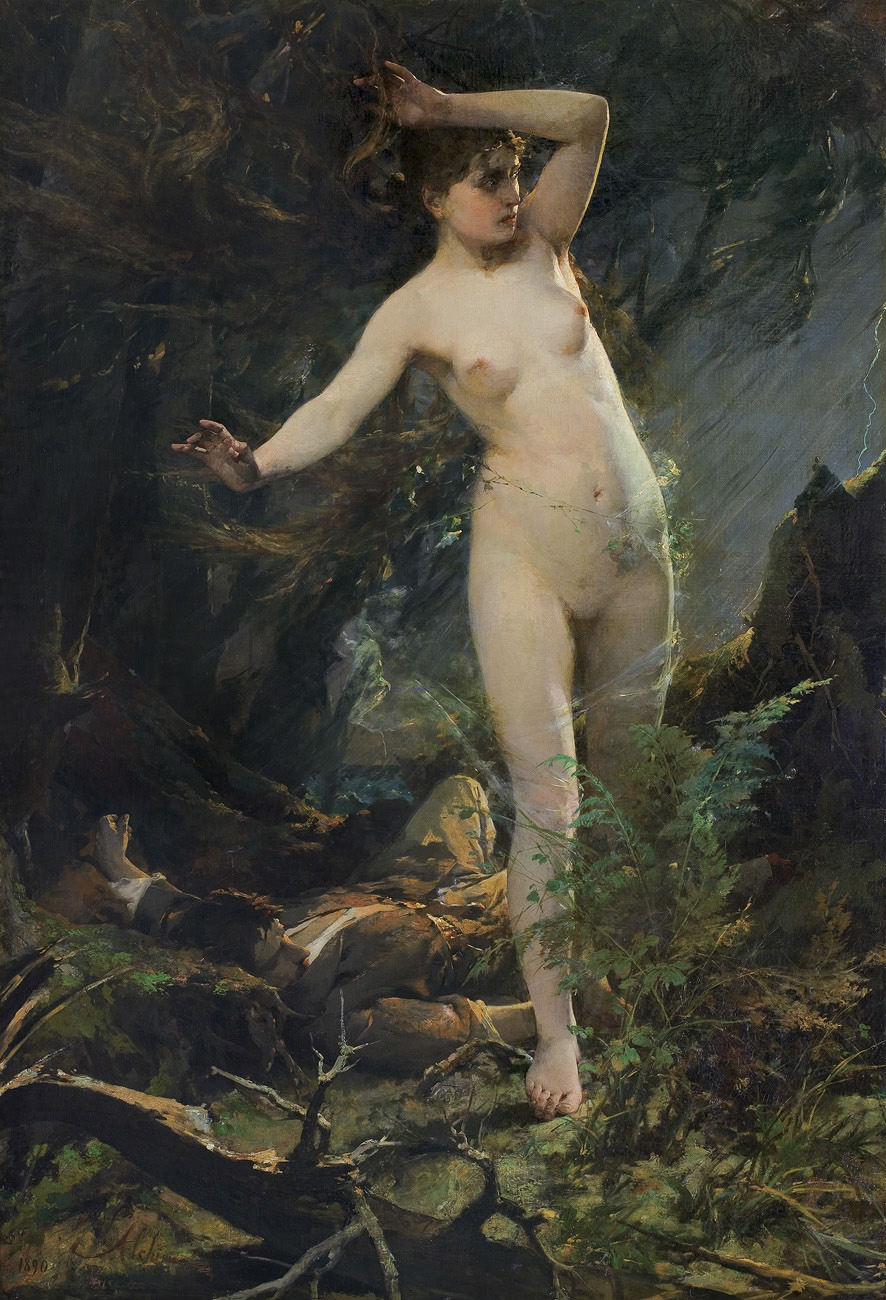
Milda, 1890
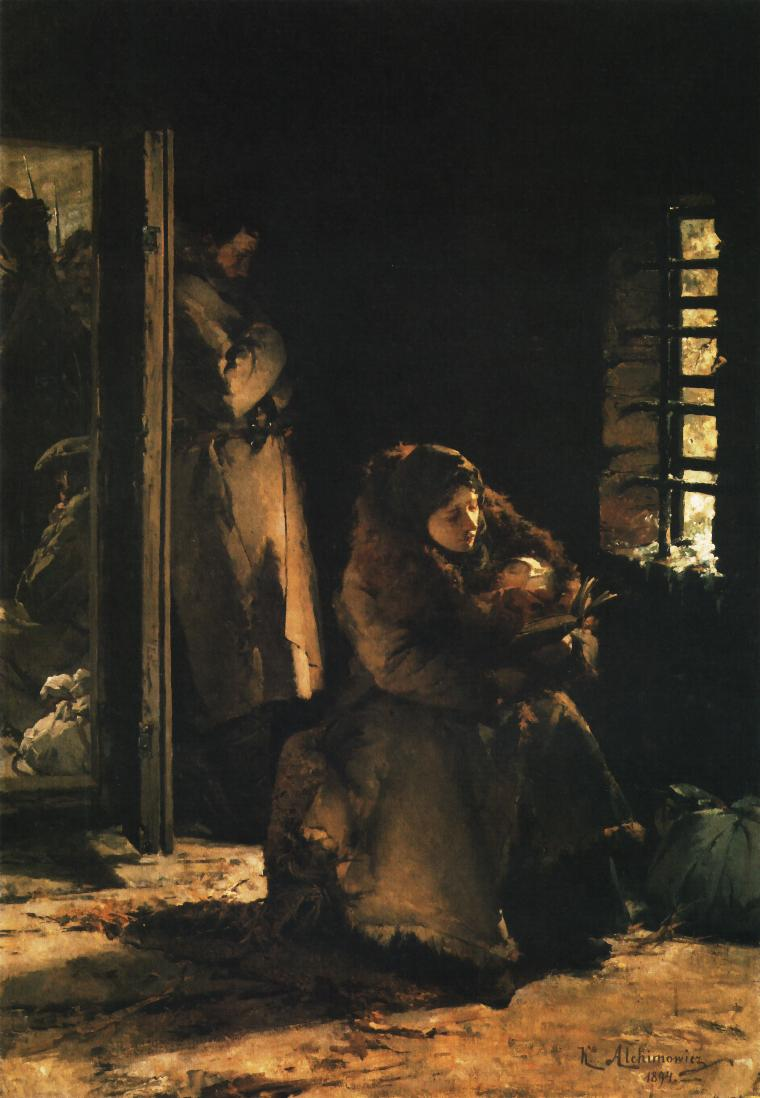
Na etapie, 1894
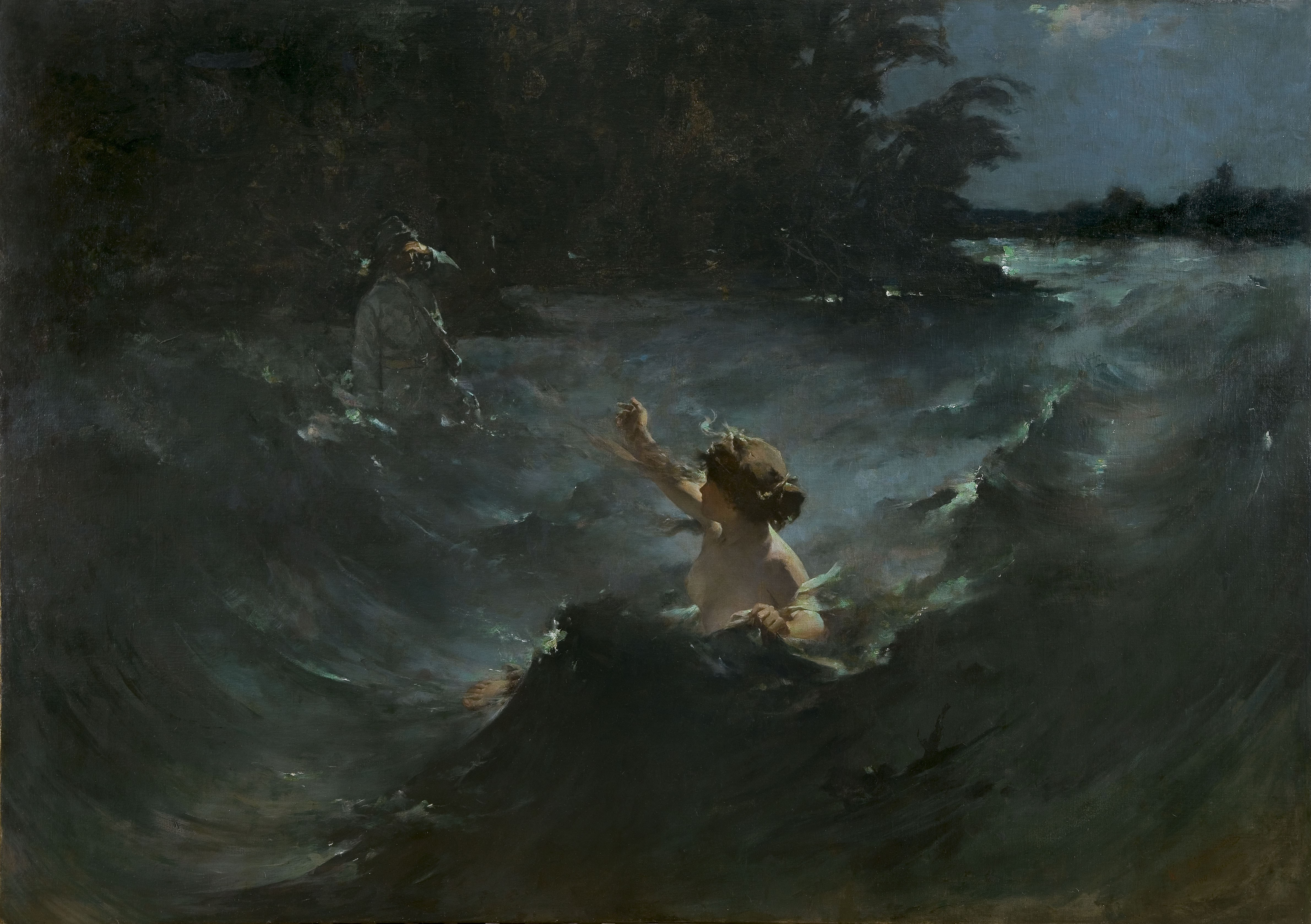
Świtezianka, 1898-1900
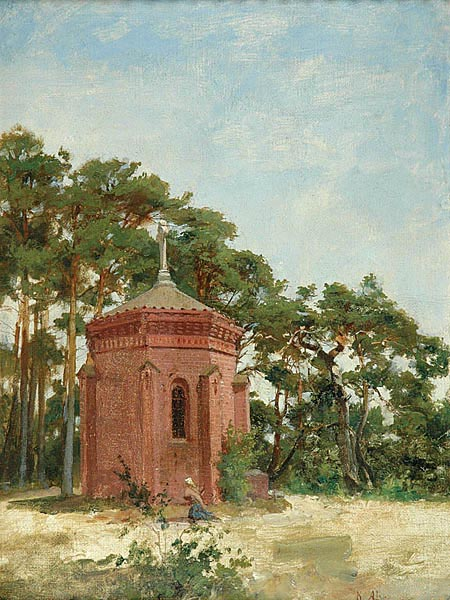
Kapliczka na górze Biruty, 1899
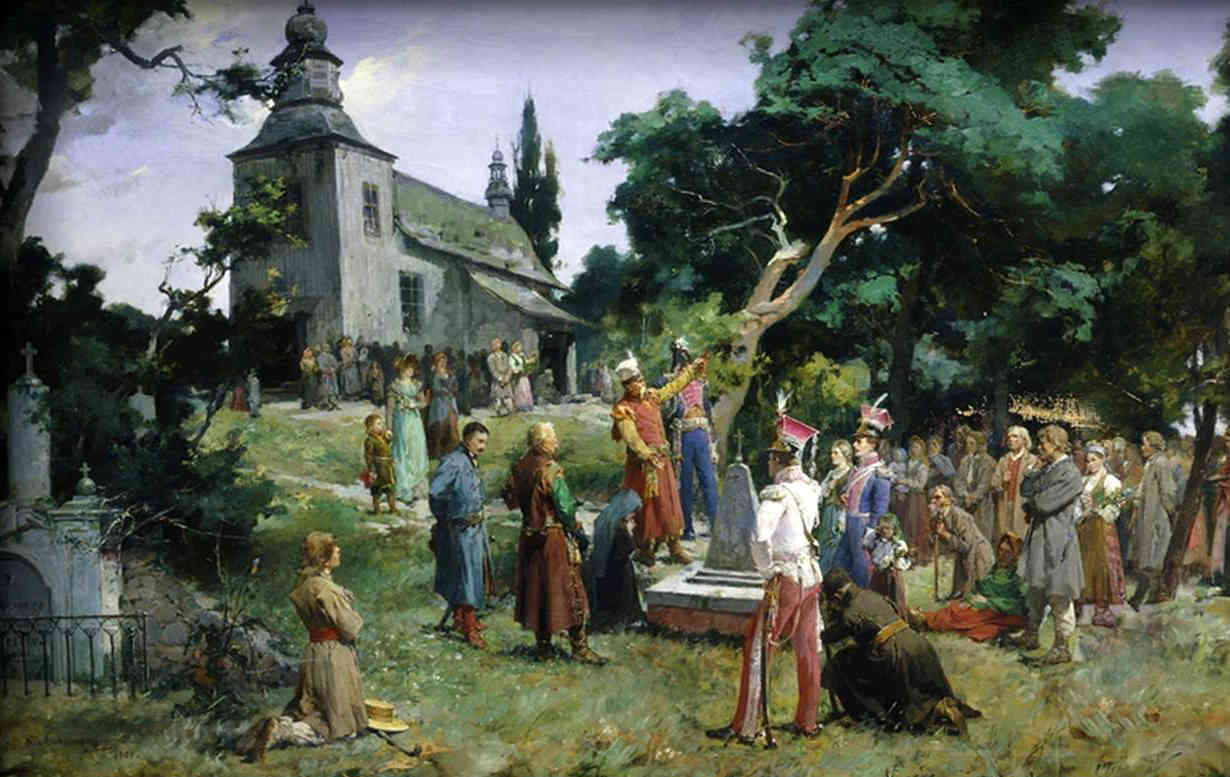
Nad mogiłą Robaka lub Powrót bohaterów, 1901
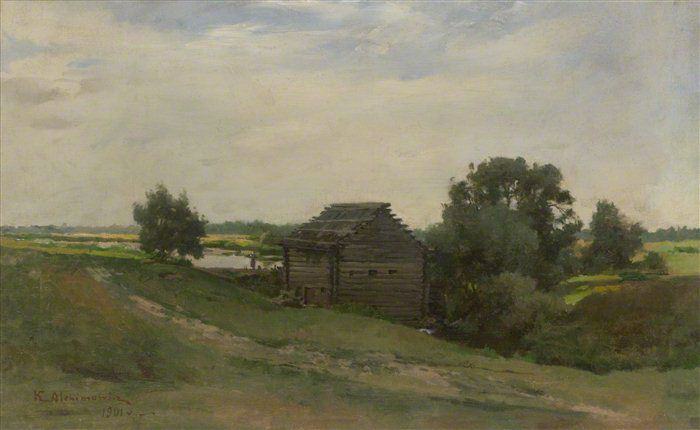
Młyn wodny, 1901
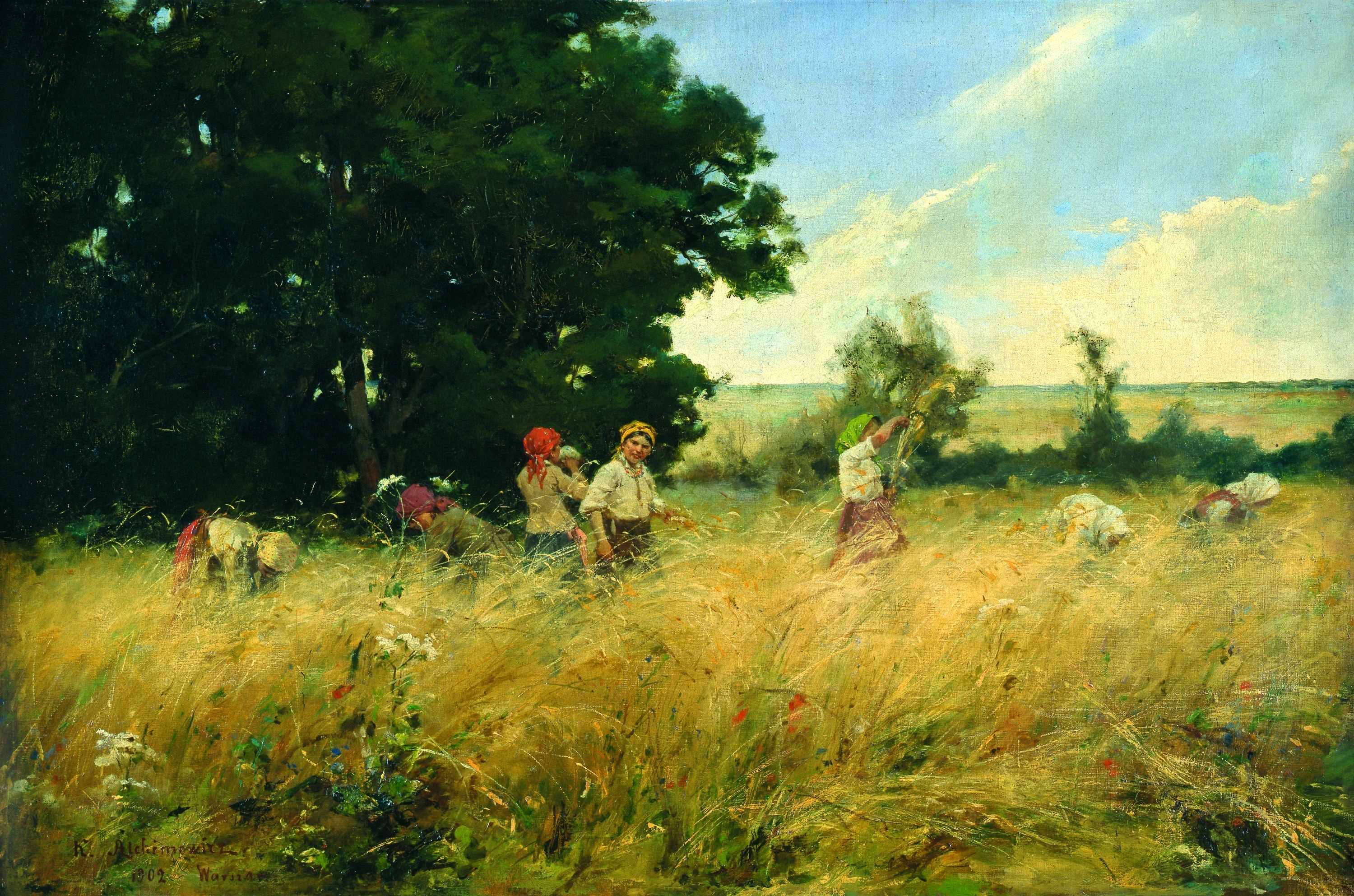
Żniwa, 1902
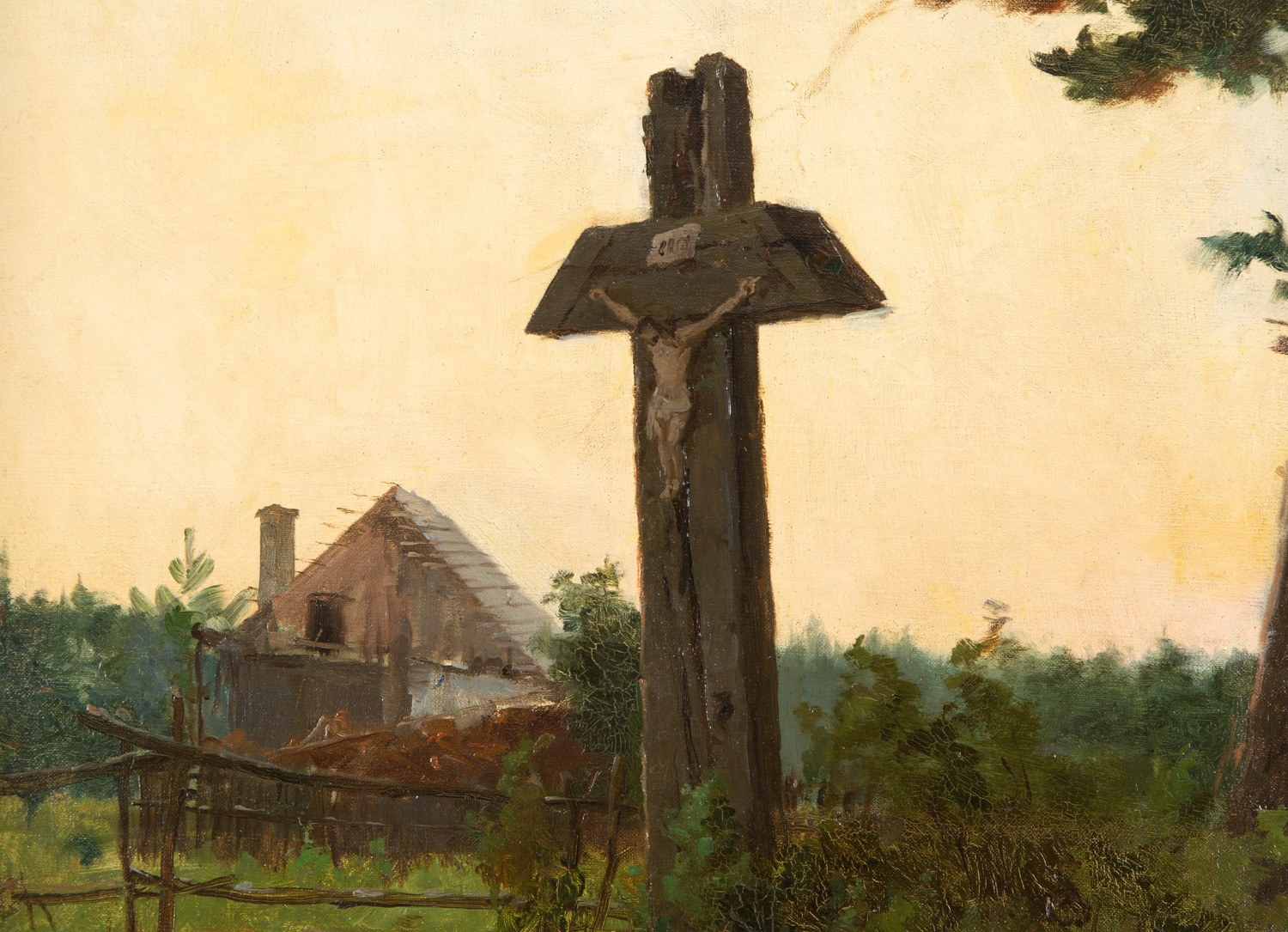
Przydrożny krzyż, 1905
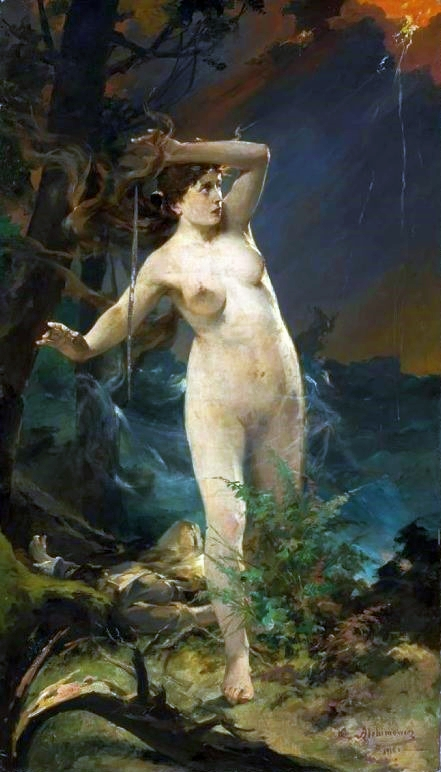
Milda, 1910
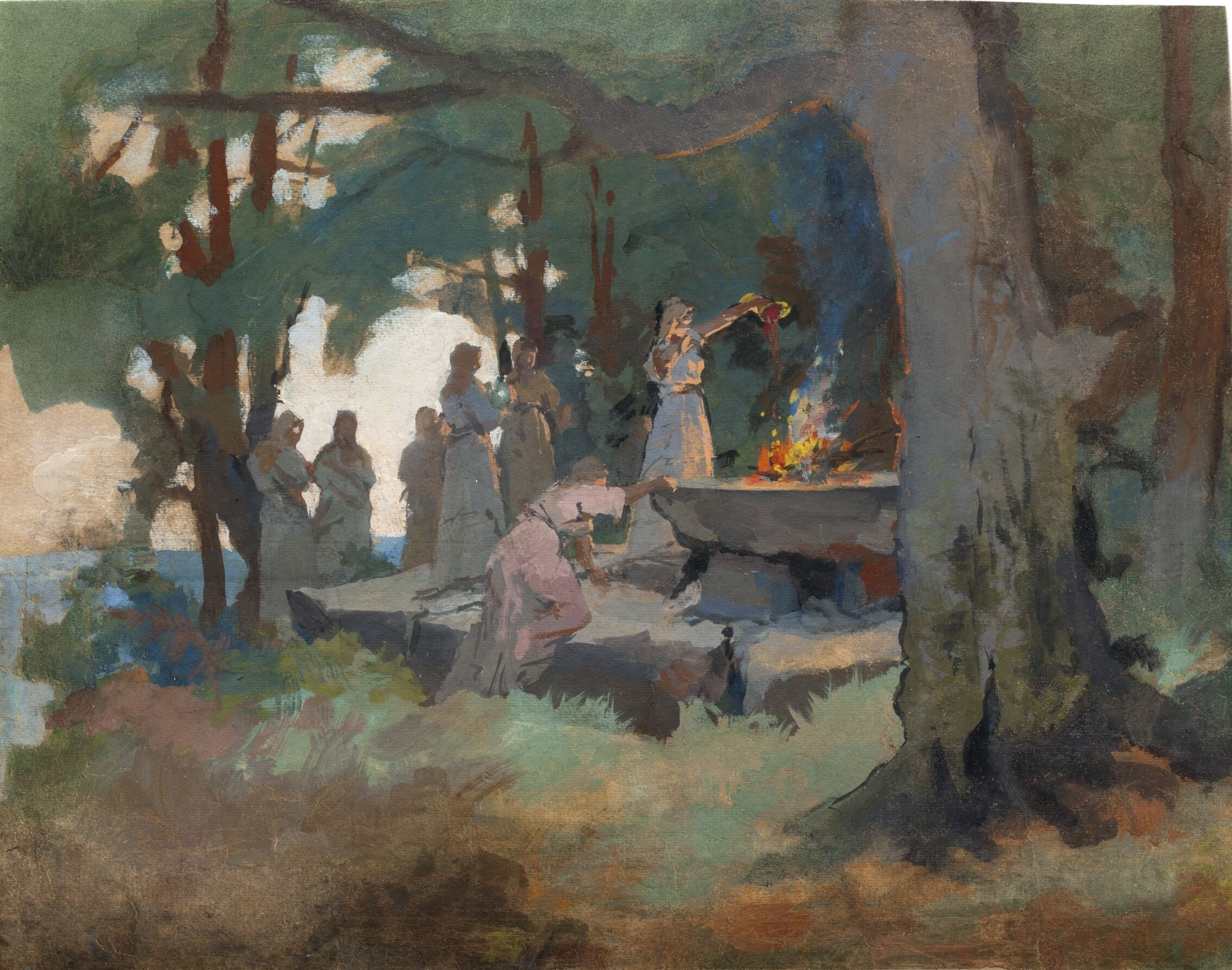
Biruta, 1914